# OEI
OEI är en stockholmsbaserad kulturtidskrift som drivs av Jonas (J) Magnusson och Cecilia Grönberg. Den har funnits sedan 1999, och ägnar sig även åt bokutgivning genom förlaget OEI editör. Tidskriften utsågs till Årets kulturtidskrift 2008.
OEI definierar sig som en "tidskrift för extra-disciplinära rum och av-disciplinerande ögonblick – experimentella former av tänkande, montage mellan poesi, konst, filosofi, film och dokument; kritiska undersökningar, redaktionella utsagor och estetiska teknologier, icke-bekräftande skrivande, spekulativa arkeologier, nya ekologier och alternativa historiografier."

## OEI-debatten
Axess magasins chefredaktör Johan Lundberg initierade våren 2007 i Expressen den så kallade OEI-debatten, som blev en av de största kulturdebatterna 2007, där han kallade OEI för en "intolerant maktbas". Han menade att den sorts experimentella, "svåra" poesi (av kritikerna ofta kallad "språkmaterialism") som OEI representerar tagit över svensk litteraturscen på ett oproportionerligt sätt.
Till dem som bemötte Lundberg hörde Malte Persson. Denne kallade Lundbergs åsikter i frågan för en konspirationsteori, som led "inte bara av faktafel (som att Jan Arnald skulle vara publicerad av OEI editör) utan än mer av logiska brister rörande orsak och verkan", då OEI enligt Persson är "en ideellt driven tidskrift som visat sig vara tillräckligt vital för att även locka kritiker och poeter som redan var för sig var etablerade i vilket fall som helst".
Jenny Tunedal hävdade i Aftonbladet att Lundberg inte tolererar "att ’oläsbar’ poesi, som hävdar att världen är komplicerad, får bra kritik. Men han säger i stort sett ingenting om vad det är  han tycker att poesi ska göra, eller vilka som gör det".
Lundberg försvarade sig senare mot bland andra Persson med argument som att han aldrig påstått att det föreligger någon konspiration utan att det "går alldeles utmärkt att utöva påverkan på ett likriktande sätt utan att konspirera" samt att det uppenbarligen "enligt Persson [är] fullkomligt i sin ordning att personer i en tidskrifts redaktionsråd recenserar böcker som kommer ut på samma tidskrifts eget förlag". Lundberg hävdade vidare att "hans belackares litteraturuppfattning härrör ur en närsynt läsning av en litteraturhistoria, där efterkrigstidens litteratur regelmässigt beskrivs med tankefiguren att de som kritiserar nydanarna alltid har fel" och att "den unga poesin som sådan är helt marginaliserad – ingen utanför ett par minimala litterära kotterier i storstäderna läser eller refererar längre till poesi". Utöver de stora dagstidningarna publicerades det även en mängd artiklar om och inlägg i debatten i landsortspressen.